# Nesopupa plicifera
Nesopupa plicifera е вид коремоного от семейство Vertiginidae.

## Разпространение
Видът е разпространен в САЩ.